# S/s

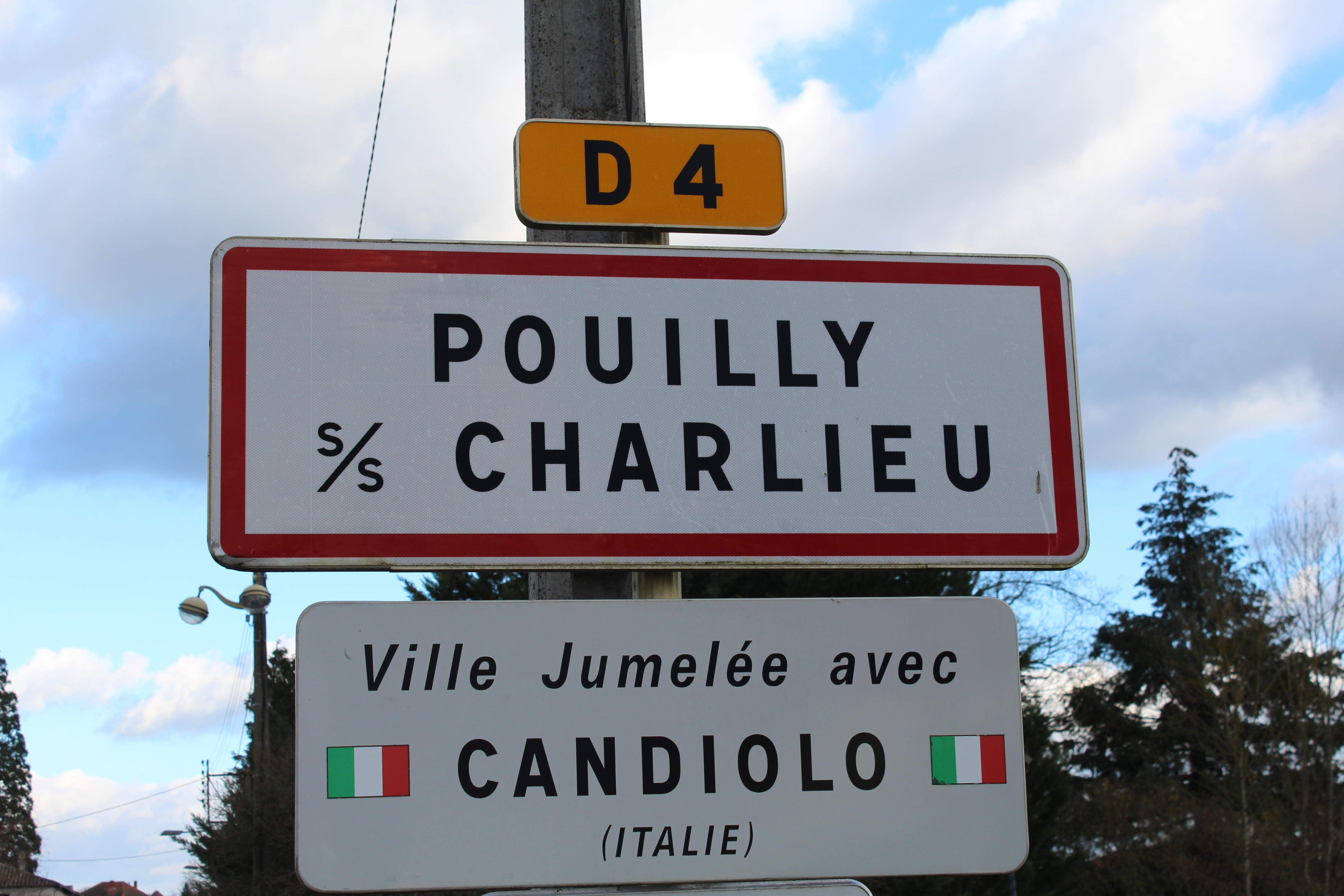
Panneau de Pouilly-sous-Charlieu comportant l'abréviation s/s.

En France, s/s est une abréviation remplaçant la préposition « sous » sur les panneaux signalant une direction.
L'abréviation /s est un équivalent. Par exemple les panneaux de signalisation de la commune de Brie-sous-Matha (Charente) ou ceux d’Appenai-sous-Bellême (Orne) utilisent les 2 abréviations.